# Futsal Boys!!!!!
Futsal Boys!!!!! (フットサルボーイズ!!!!!, Futtosaru bōizu! ! ! ! !) est une franchise multimédia japonaise basée sur le futsal. Une série d'animation réalisée par Diomedéa est diffusée depuis le 9 janvier 2022 sur Tokyo MX, BS11 et MBS. Un jeu vidéo développé par Bandai Namco Entertainment est sorti le 9 novembre 2021.

## Personnages

### Lycée Kôyô
Haru Yamato (大和 晴, Yamato Haru)
Voix japonaise : Ryōta Takara
Seishirô Sakaki (榊 星一郎, Sakaki Seiichiro)
Voix japonaise : Shūto Ishimori
Tôi Tsukioka (月丘 柊依, Tsukioka Toi)
Voix japonaise : Kohei Yoshiwara
Tsubaki Yukinaga (幸永 椿貴, Yukinaga Tsubaki)
Voix japonaise : Ryōtarō Yamaguchi
Ryû Nagumo (南雲 竜, Nagumo Ryo)
Voix japonaise : Kazuki Furuta
Taiga Amakado (天門 泰雅, Amakado Taiga)
Voix japonaise : Yasunao Sakai

### Lycée Adalbert
Louis Kashiragi (樫良木ルイ, Kashiragi Louis)
Voix japonaise : Hiromu Mineta (en)
Shin Yûki (結城心, Yūki Shin)
Voix japonaise : Yūya Arai
Takumi Kuga (久我巧生, Kuga Takumi)
Voix japonaise : Satoru Murakami
Kaito Kazanin (花山院快斗, Kazanin Kaito)
Voix japonaise : Junpei Baba
Sei Kyôgoku (京極聖, Kyogoku Sei)
Voix japonaise : Naoya Miyase
Tomoe Futaba (二葉ともえ, Futaba Tomoe)
Voix japonaise : Tomoya Yamamoto

### Lycée Momomi
Kyôsuke Aiba (相庭京介, Aiba Kyōsuke)
Voix japonaise : Kazuki Ura
Rio Hanamura (花村理央, Hanamura Rio)
Voix japonaise : Keita Tada
Nozomi Kômori (昂守希, Kōmori Nozomi)
Voix japonaise : Takao Sakuma
Natsuki Sogô (十河夏輝, Sogō Natsuki)
Voix japonaise : Mizuki Chiba
Yukimaru Kurama (鞍馬雪丸, Kurama Yukimaru)
Voix japonaise : Minato Kamimura

### Lycée Amanogawa
Ren Kiryu (桐生蓮, Kiryu Ren)
Voix japonaise : TAKA
Shun Shirakawa (白河瞬, Shirakawa Shun)
Voix japonaise : Nobuaki Oka
Togo Tachibana (橘藤吾, Tachibana Togo)
Voix japonaise : Shōichirō Ōmi
Ayato Imazono (今園彩人, Imazono Ayato)
Voix japonaise : Ayato Morinaga
Asa Minase (水無瀬亜佐, Minase Asa)
Voix japonaise : Takeru Kikuchi
Soya Akiduki (秋月奏夜, Akiduki Soya)
Voix japonaise : Takuya Tsuda

### Lycée Ôkazan
Ao Asahina (朝比奈碧, Asahina Ao)
Voix japonaise : Keito Okuyama
Tokinari Tennôji (天王寺刻成, Tennoji Tokinari)
Voix japonaise : Yoshitsugu Kawashima
Ryutaro Sera (世良龍太朗, Sera Ryutaro)
Voix japonaise : Sousuke Shimokawa
Ryosuke Minase (水無瀬涼佑, Minase Ryosuke)
Voix japonaise : Takahide Ishii
Emilio Garcia (ガルシア・エミリオ, Garushia Emirio)
Voix japonaise : Ryōsuke Kozuka
Saku Hasumi (蓮美朔, Hasumi Saku)
Voix japonaise : Tsubasa Kizu

## Supports

### Anime
Le projet a été révélé le 4 octobre 2019, avec Diomedéa pour l'animation de la série. En février 2021, il est annoncé que la série sera diffusée en 2021. Cependant, elle a été repoussée pour 2022. La série est réalisée par Yukina Hiiro avec Shōji Yonemura en tant que scénariste. Tomomi Ishikawa s'occupe du design des personnages et R・O・N (ja) compose la musique de la série,.
La série est diffusée depuis le 9 janvier 2022 sur Tokyo MX, BS11 et MBS. Wakanim possède les droits de diffusion de la série en France.
Takao Sakuma interprète le générique de début intitulé Bravemaker, tandis que STEREO DIVE FOUNDATION (ja) interprète le générique de fin intitulé Pianissimo.

#### Liste des épisodes
| No | Titre français                                   | Titre japonais             | Titre japonais                         | Date de 1re diffusion |
| No | Titre français                                   | Kanji                      | Rōmaji                                 | Date de 1re diffusion |
| -- | ------------------------------------------------ | -------------------------- | -------------------------------------- | --------------------- |
| 1  | Le coup d'envoi des rêves !                      | 夢、キックオフ！           | Yume, kikku ofu!                       | 9 janvier 2022        |
| 2  | Sakaki, le meneur de jeu ?                       | 司令塔・榊？               | Shireitō Sakaki?                       | 16 janvier 2022       |
| 3  | Premier adversaire ! Adalbert !                  | 初戦！アーダルベルト       | Shosen! Ādaruberuto                    | 23 janvier 2022       |
| 4  | Taiga et Ryû                                     | 泰雅と竜                   | Taiga to Ryū                           | 30 janvier 2022       |
| 5  | Passé indélébile                                 | 消えない過去               | Kienai kako                            | 6 février 2022        |
| 6  | Surpasse-le !                                    | 超える！                   | Koeru!                                 | 13 février 2022       |
| 7  | Les étoiles scintillantes ! Le lycée Amanogawa ! | きらめく星々！天ノ川学園！ | Kirameku Hoshiboshi! Amanogawa Gakuen! | 20 février 2022       |

### Jeu vidéo
Un jeu vidéo pour iOS et Android développé par Bandai Namco Entertainment, intitulé Futsal Boys!!!!! High-Five League, a été annoncé en même temps que l'anime,. Le jeu est sorti le 9 novembre 2021,.